# 三豐智能
湖北三丰智能输送装备股份有限公司，簡稱湖北三丰智能输送装备股份、湖北三丰智能输送装备、湖北三丰智能，以及三丰智能（英語：Hubei SanFeng Intelligent Conveying Equipment Co., Ltd.，深交所：300276），於1999年由朱漢平（董事長）創立前身為「黄石市三丰机械有限公司」。
業務在國內經營从事智能输送成套设备的研发设计、生产制造、安装调试与技术服务，總部位於黄石经济技术开发区黄金山工业新区金山大道398号。
招股價為25.5元人民幣，發行新股為1500萬股，集資額為3.825億元人民幣，股份則在2011年11月15日於深交所創業板上市。

## 連結
- cnsanf.com（页面存档备份，存于）